# Procuro olvidarte

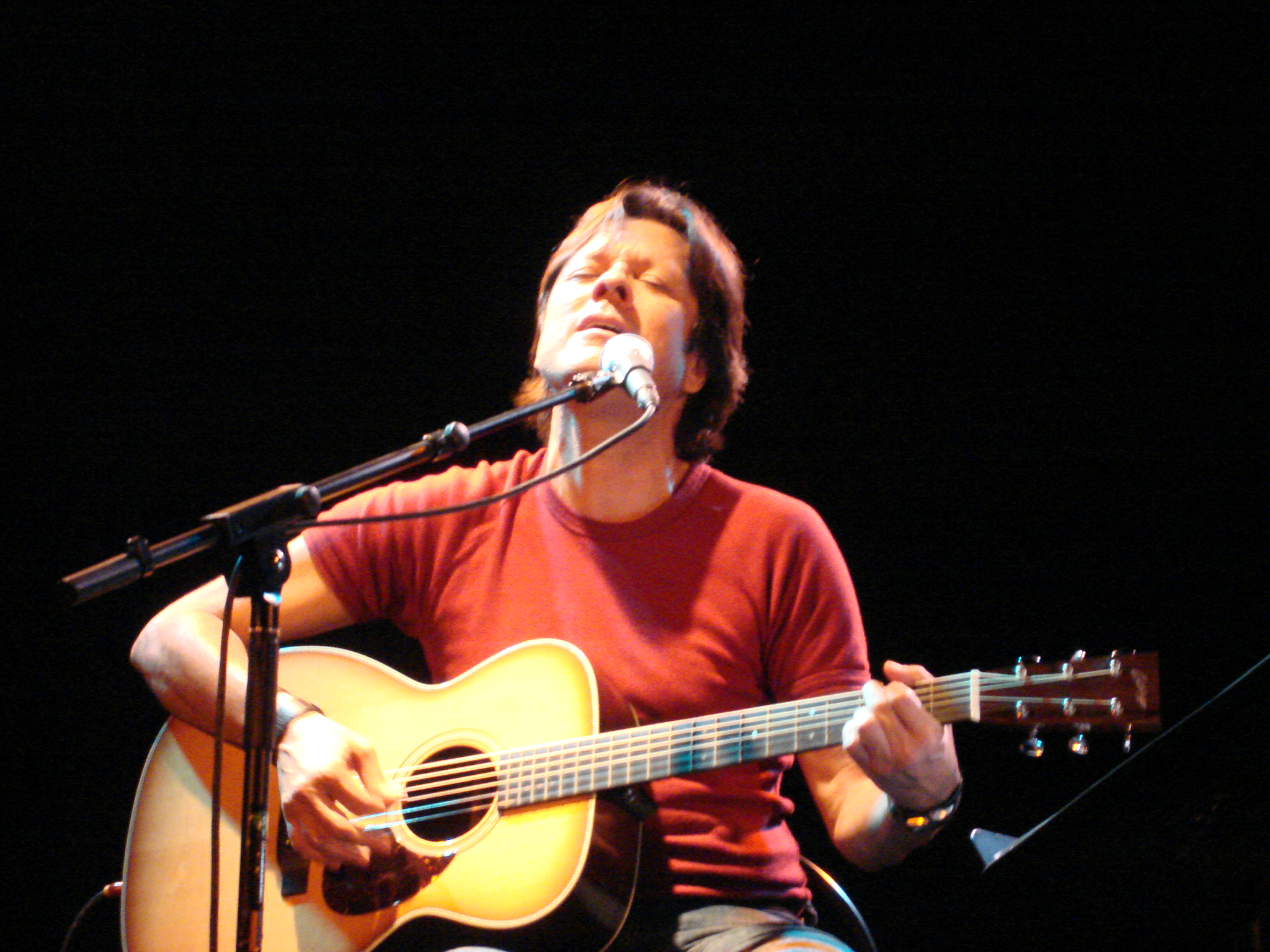
El intérprete original de la canción, Hernaldo Zúñiga.

Procuro olvidarte es una canción  del cantante nicaragüense Hernaldo Zúñiga que significó su primer éxito internacional. Fue compuesta por el compositor y cantante español Manuel Alejandro y por Ana Magdalena (seudónimo artístico de Purificación Casas, segunda esposa del autor).
Según el intérprete, la canción fue escrita «a partir de un episodio amoroso que el vivía en esos días» y por su estado anímico, dice, le era imposible escribirla él mismo. Esta canción lo puso en el mapa musical internacional, en poco tiempo encabezó las listas de popularidad y ventas de Hispanoamérica. La canción fue incluida por primera vez en el disco Hernaldo, el Original lanzado al mercado en 1980, mismo que le da un espaldarazo definitivo a su carrera y es multiplatino en la mayoría de los países iberoamericanos.
El 23 de abril de 2013, la canción fue interpretada a dúo por Hernaldo Zúñiga (en español) y Michael Bolton (adaptada al inglés por Desmond Child) en la primera edición del "Salón de la Fama de Compositores Latinos" (Latin Songwriters Hall of Fame), como homenaje al compositor de la canción, Manuel Alejandro.
La canción ha sido versionada en numerosas ocasiones por artistas como Raphael, Alejandro Fernández, Evolución, Rocío Jurado, Pandora, Ricardo Montaner, Simone, Isabel Pantoja, José Luis Rodríguez "El Puma" y Raúl di Blasio, Ray Conniff, Juan Bau, K-Paz de la Sierra, Los Nocheros, Bertín Osborne, José Vélez, Mayte Martín, Tania Libertad, Sabú, Falete,  Bambino, Grupo Cali, Industria del Amor, Karina, La Apuesta, Los Forasteros, María Dolores Pradera, Sergio Vargas, Wálter Romero, Javiera y Los Imposibles, José el Francés, Adrián, Arte y Compás, Grupo Algodón, Jean Carlos, José Manuel Soto, Juan Camacho, La Tota Santillán, Mike Rodríguez, Oneil, Pecos Kanvas, Raulin Rosendo, Santaella, Sebastián, Chacal, Sergio Torres, Virginia Innocenti, María del Monte, Ornella Vanoni, Guadalupe Pineda, Aitana, Melody Kioskers entre otros.
En 2018, fue versionada por Eva Amaral y Najwa Nimri y utilizada como parte de la banda sonora en la película Quién te cantará, dirigida por Carlos Vermut.